# Coppa Italia di Serie A2 2024-2025 (pallavolo femminile)
La Coppa Italia di Serie A2 2024-2025 si è svolta dal 18 dicembre 2024 al 9 febbraio 2025: al torneo hanno partecipato otto squadre di club italiane e la vittoria finale è andata, per la seconda volta, all'Adolfo Consolini.

## Formula
La formula ha previsto quarti di finale, semifinali e finale, tutti disputati in gara unica.

## Squadre partecipanti
| Squadra           | Qualificazione                                     |
| ----------------- | -------------------------------------------------- |
| Adolfo Consolini  | 1ª al girone di andata Serie A2 2024-25 (girone A) |
| Esperia           | 4ª al girone di andata Serie A2 2024-25 (girone B) |
| Futura Giovani    | 2ª al girone di andata Serie A2 2024-25 (girone B) |
| Helvia Recina     | 3ª al girone di andata Serie A2 2024-25 (girone A) |
| Millenium Brescia | 4ª al girone di andata Serie A2 2024-25 (girone A) |
| Offanengo         | 3ª al girone di andata Serie A2 2024-25 (girone B) |
| Sant'Anna         | 2ª al girone di andata Serie A2 2024-25 (girone A) |
| Trentino          | 1ª al girone di andata Serie A2 2024-25 (girone B) |

## Torneo

### Tabellone
|  | Quarti di finale | Quarti di finale  | Quarti di finale |                |    | Semifinali       | Semifinali | Semifinali |  |  | Finale | Finale | Finale |  |
|  |                  |                   |                  |                |    |                  |            |            |  |  |        |        |        |  |
|  | 1A               | Adolfo Consolini  | 3                |                |    |                  |            |            |  |  |        |        |        |  |
|  | 1A               | Adolfo Consolini  | 3                |                |    |                  |            |            |  |  |        |        |        |  |
|  | 4B               | Esperia           | 0                |                |    |                  |            |            |  |  |        |        |        |  |
|  | 4B               | Esperia           | 0                |                | 1A | Adolfo Consolini | 3          |            |  |  |        |        |        |  |
|  |                  |                   |                  |                | 1A | Adolfo Consolini | 3          |            |  |  |        |        |        |  |
|  |                  |                   | 2B               | Futura Giovani | 1  |                  |            |            |  |  |        |        |        |  |
|  | 2B               | Futura Giovani    | 2B               | Futura Giovani | 1  | 3                |            |            |  |  |        |        |        |  |
|  | 2B               | Futura Giovani    |                  |                |    |                  |            |            |  |  |        |        |        |  |
|  | 3A               | Helvia Recina     | 2                |                |    |                  |            |            |  |  |        |        |        |  |
|  | 3A               | Helvia Recina     | 2                |                | 1A | Adolfo Consolini | 3          |            |  |  |        |        |        |  |
|  |                  |                   |                  |                |    |                  |            |            |  |  |        |        |        |  |
|  |                  |                   | 1B               | Trentino       | 0  |                  |            |            |  |  |        |        |        |  |
|  | 1B               | Trentino          | 1B               | Trentino       | 0  | 3                |            |            |  |  |        |        |        |  |
|  | 1B               | Trentino          |                  |                |    |                  |            |            |  |  |        |        |        |  |
|  | 4A               | Millenium Brescia | 1                |                |    |                  |            |            |  |  |        |        |        |  |
|  | 4A               | Millenium Brescia | 1                |                | 1B | Trentino         | 3          |            |  |  |        |        |        |  |
|  |                  |                   |                  |                | 1B | Trentino         | 3          |            |  |  |        |        |        |  |
|  |                  |                   | 3B               | Offanengo      | 0  |                  |            |            |  |  |        |        |        |  |
|  | 2A               | Sant'Anna         | 3B               | Offanengo      | 0  | 2                |            |            |  |  |        |        |        |  |
|  | 2A               | Sant'Anna         |                  |                |    |                  |            |            |  |  |        |        |        |  |
|  | 3B               | Offanengo         | 3                |                |    |                  |            |            |  |  |        |        |        |  |

### Risultati

#### Quarti di finale
| 18 dicembre 2024 Palazzetto dello Sport, San Giovanni in Marignano Durata: 1h:15 - Spettatori: | Adolfo Consolini | 3 - 0 | Esperia           | 25-19, 25-18, 25-14               |
| 18 dicembre 2024 PalaBorsani, Castellanza Durata: 2h:07 - Spettatori:                          | Futura Giovani   | 3 - 2 | Helvia Recina     | 25-19, 18-25, 23-25, 25-17, 15-10 |
| 18 dicembre 2024 Sanbàpolis, Trento Durata: 1h:50 - Spettatori: 407                            | Trentino         | 3 - 1 | Millenium Brescia | 24-26, 25-17, 25-23, 25-19        |
| 18 dicembre 2024 PalaRescifina, Messina Durata: 2h:10 - Spettatori:                            | Sant'Anna        | 2 - 3 | Offanengo         | 17-25, 25-12, 22-25, 25-20, 13-15 |

#### Semifinali
| 8 gennaio 2025 Palazzetto dello Sport, San Giovanni in Marignano Durata: 1h:54 - Spettatori: | Adolfo Consolini | 3 - 1 | Futura Giovani | 25-19, 23-25, 25-22, 25-21 |
| 8 gennaio 2025 Sanbàpolis, Trento Durata: 1h:15 - Spettatori:                                | Trentino         | 3 - 0 | Offanengo      | 25-15, 25-16, 25-14        |

#### Finale
| 9 febbraio 2025 Unipol Arena, Casalecchio di Reno Durata: 1h:29 - Spettatori: 6 500 | Adolfo Consolini | 3 - 0 | Trentino | 25-20, 25-23, 28-26 |